# Isaiah Swann
Isaiah Swann (10 de febrero de 1985, Germantown (Maryland)) es un jugador de baloncesto con nacionalidad estadounidense, juega en la posición de base y actualmente forma parte de los Cañeros del Este de la Liga Nacional de Baloncesto de República Dominicana.

## Biografía
Es un jugador formado en Florida State Seminoles y tras no ser drafteado en 2008, comenzaría una carrera profesional jugando en cantidad de países de todo el mundo, destacando grandes actuaciones en Israel, Turquía, Alemania, República Dominicana.
Comenzó la temporada 2016-17, en las filas del Cholet Basket donde Swann disputó 16 partidos con el conjunto francés y dejó promedios de 13.1 puntos, 3.0 rebotes y 2.8 asistencias, incluyendo un 44% en canastas dobles y 39.8% en triples.
En febrero de 2017, firma con el Marinos de Anzoátegui de la Liga Profesional de Baloncesto de Venezuela.
En agosto de 2017 pasó a la Liga Argentina, a jugar en Comunicaciones de Mercedes. En diciembre de ese año fue despedido del equipo.
El 5 de agosto de 2021, firma con los Cañeros del Este de la Liga Nacional de Baloncesto de República Dominicana.

## Trayectoria
- Andrea Costa Imola (2008-2009)
- Hapoel Gilboa Galil (2009-2010)
- Rio Grande Valley Vipers (2010)
- Metros de Santiago (2010)
- Maccabi Rishon LeZion (2010-2011)
- ratiopharm ulm (2011-2012)
- Royal Hali Gaziantep Büyükşehir Belediye (2012-2013)
- Basketball Löwen Braunschweig (2013-2014)
- İstanbul Büyükşehir Belediyespor (2014-2015)
- Maccabi Ashdod  (2015-2016)
- Cholet Basket (2016-2017)
- Marinos de Anzoátegui (2017)
- Comunicaciones de Mercedes (2017)
- Universo Treviso Basket (2018)
- Toros de Aragua (2018)
- Kleb Basket Ferrara (2018-2021)
- Cañeros del Este (2021)
- Dorados de Chihuahua (2021-)